# Henry Fonda
Henry Jaynes Fonda (ur. 16 maja 1905 w Grand Island, zm. 12 sierpnia 1982 w Los Angeles) – amerykański aktor. Patriarcha rodziny aktorskiej Fondów, ojciec Jane i Petera, dziadek Bridget. 
American Film Institute umieścił go na 6. miejscu na liście największych amerykańskich aktorów wszech czasów (The 50 Greatest American Screen Legends).
8 lutego 1960 otrzymał własną gwiazdę w Alei Gwiazd w Los Angeles znajdującą się przy 1601 Vine Street. W 2005 został upamiętniony na znaczku pocztowym w związku z serią „Legendy Hollywoodu”.

## Życiorys
Urodził się w 1905 w Grand Island w stanie Nebraska jako syn Elmy Herberty (z domu Jaynes) i Williama Brace’a Fondy. Przodkowie Fondów pochodzili z Genui we Włoszech, skąd w XV wieku przenieśli się do Amsterdamu w Holandii, a w 1642 – do Ameryki Północnej.
Studiował dziennikarstwo na Uniwersytecie Minnesoty, ale przerwał studia na drugim roku. Pracował jako mechanik w firmie telefonicznej Northwestern Bell i pracownik socjalny lokalnego magistratu, następnie w 1925 pracował w firmie Retail Credit Company. 10 października 1925 zadebiutował jako aktor rolą w spektaklu Ty i ja (You and I) w teatrze Omaha Community Playhouse. W 1929 powrócił na Manhattan i University Players Guild oraz zagrał w spektaklach: Gra życia i śmierci (The Game of Life and Death) oraz Diabeł i ser (Devil and the Cheese).
W 1932 udał się do Hollywood, aby kręcić filmy. W 1935 zadebiutował w kinie rolą Dana Harrowa w komedii Victora Fleminga The Farmer Takes a Wife (Rolnik bierze żonę) z Janet Gaynor, a rok wcześniej występował w tej samej roli w przedstawieniu na Broadwayu. W tym czasie poznał Jamesa Stewarta, z którym się przyjaźnił. Popularność i uznanie krytyków przyniosła mu główna rola Toma Joada w dramacie Johna Forda Grona gniewu (The Grapes of Wrath, 1940), ekranizacji powieści Johna Steinbecka o tym samym tytule; za występ w filmie był nominowany do zdobycia Oscara dla najlepszego aktora pierwszoplanowego.
W 1943 wstąpił do amerykańskiej marynarki wojennej, służąc jako kwatermistrz trzeciej klasy na pokładzie niszczyciela USS „Satterlee” na Pacyfiku, aż do 1946.
Po zakończeniu służby wojskowej powrócił do aktorstwa. Zebrał przychylne recenzje krytyków i widzów rolą oficera marynarki Douga Robertsa w spektaklu Pan Roberts (reż. Joshua Logan), w którym zadebiutował w lutym 1948 w Alvin Theatre na Broadwayu. Rolę powtórzył w kinowej wersji sztuki – Mister Roberts (1955) Johna Forda i Mervyna LeRoya. Wystąpił także m.in. w westernach Miasto bezprawia (1946) Johna Forda i Gwiazda szeryfa (1957) Anthony’ego Manna, a także w kameralnym filmie „jednego stołu” Sidneya Lumeta Dwunastu gniewnych ludzi (1956) oraz dramatach wojennych: Bitwa o Ardeny (1965) Ken Annakina i Bitwa o Midway (1976) Jacka Smighta. Za rolę w dramacie psychologiczno-obyczajowym Marka Rydella Nad złotym stawem (1981) otrzymał w 1982 Oscara dla najlepszego aktora pierwszoplanowego. Rok wcześniej został nagrodzony honorowym Oscarem za całokształt dokonań.
Otrzymał amerykańskie medale kampanii – Medal Obrony Narodowej, Medal Wyzwolenia Filipin i Medal Azjatyckiego Teatru Pacyficznego (1905-1982).
Zmarł 12 sierpnia 1982 w Cedars-Sinai Hospital w Los Angeles po chorobie serca i raka gruczołu krokowego.

## Życie prywatne
25 grudnia 1931 ożenił się z aktorką Margaret Sullavan, ale rozstali się po pół roku małżeństwa. 16 września 1936 w Park Avenue Christ Church w Nowym Jorku poślubił Frances Ford Seymour, wdowę po bogatym przemysłowcu, George’u T. Brokawie. Mieli dwoje dzieci: Jane i Petera, także aktorów. Latem 1949 odszedł od żony, która w kwietniu 1950 popełniła samobójstwo. W grudniu 1950 poślubił aktorkę Susan Blanchard, z którą adoptował córkę, Amy. Tuż po rozwodzie na początku 1957 ożenił się z aktorką Afderą Franchetti, z którą nawiązał romans na planie filmu Wojna i pokój, jednak i to małżeństwo skończyło się rozwodem. Następnie związał się ze znacznie młodszą byłą stewardesą Shirlee Adams, która towarzyszyła mu aż do jego śmierci.

## Filmografia
- 1937: Slim – Slim Kincaid
- 1938: Jezebel – Preston Dillard
- 1939: Młodość Lincolna (Young Mr. Lincoln) – Abraham Lincoln
- 1939: Bębny nad Mohawkiem (Drums Along the Mohawk) – Gilbert Martin
- 1940: Grona gniewu (The Grapes of Wrath) – Tom Joad
- 1941: Lady Eve (The Lady Eve) – Charles Pike
- 1943: Zdarzenie w Ox-Bow (The Ox-Bow Incident) – Gil Carter
- 1948: Fort Apache – ppłk Owen Thursday
- 1957: Dwunastu gniewnych ludzi (12 Angry Men) – przysięgły nr 8
- 1957: Gwiazda szeryfa (The Tin Star) – Morgan Hickman
- 1959: Dwa złote colty (Warlock) – Clay Blaisedell
- 1962: Jak zdobywano Dziki Zachód (How the West Was Won) – Jethro Stuart
- 1962: Najdłuższy dzień (The Longest Day) – gen. bryg. Theodore Roosevelt Jr.
- 1965: Bitwa o Ardeny (Battle of the Bulge) – ppłk Daniel Kiley
- 1968: Pewnego razu na Dzikim Zachodzie (C’era una volta il West/Once Upon a Time in the West) – Frank
- 1970: Spóźniony bohater (Too Late to Hero) – kpt. John G. Nolan
- 1970: Był sobie łajdak (There Was a Crooked Man...) – Woodward Lopeman
- 1974: Mussolini: ostatni akt (Mussolini ultimo atto) –  kardynał Schuster
- 1976: Bitwa o Midway (Midway) – adm. Chester Nimitz
- 1977: Macki (Tentacles) – Whitehead, prezes Trojan Construction
- 1978: Rój (The Swarm) – dr Walter Krim
- 1979: Meteor – prezydent
- 1979: Miasto w ogniu – komendant Albert Risley
- 1981: Nad złotym stawem (On Golden Pond) – Norman Thayer Jr.

## Nagrody
| Rok  | Nagroda                                            | Kategoria                                                   | Film                            |
| ---- | -------------------------------------------------- | ----------------------------------------------------------- | ------------------------------- |
| 1939 | National Board of Review                           | Najlepszy aktor                                             | Młodość Lincolna (1939)         |
| 1958 | Złoty Glob                                         | Najlepszy aktor w filmie dramatycznym                       | Dwunastu gniewnych ludzi (1957) |
| 1958 | Nagroda BAFTA                                      | Najlepszy aktor zagraniczny                                 | Dwunastu gniewnych ludzi (1957) |
| 1958 | Nagroda BAFTA                                      | Najlepszy aktor                                             | Dwunastu gniewnych ludzi (1957) |
| 1973 | David di Donatello                                 | Nagroda za całokształt pracy aktorskiej                     | –                               |
| 1977 | Nagroda Grammy                                     | Najlepsze nagranie mówionego słowa Great American Documents | –                               |
| 1979 | Nagroda Tony                                       | Nagroda specjalna za całokształt pracy aktorskiej           | –                               |
| 1980 | Złoty Glob                                         | Nagroda im. Cecila B. DeMille’a                             | –                               |
| 1981 | Oscar                                              | Oscar za całokształt pracy aktorskiej                       | –                               |
| 1981 | National Board of Review                           | Najlepszy aktor                                             | Nad złotym stawem (1981)        |
| 1982 | Oscar                                              | Najlepszy aktor pierwszoplanowy                             | Nad złotym stawem (1981)        |
| 1982 | Międzynarodowy Festiwal Filmowy w Karlowych Warach | Najlepszy aktor                                             | Nad złotym stawem (1981)        |